# National Park (Nova Jérsei)
National Park é um distrito localizado no estado americano de Nova Jérsei, no Condado de Gloucester.

## Demografia
Segundo o censo americano de 2000, a sua população era de 3205 habitantes.
Em 2006, foi estimada uma população de 3215, um aumento de 10 (0.3%).

## Geografia
De acordo com o United States Census Bureau tem uma área de
3,7 km², dos quais 2,6 km² cobertos por terra e 1,1 km² cobertos por água.

## Localidades na vizinhança
O diagrama seguinte representa as localidades num raio de 8 km ao redor de National Park.